# Rhodoneura mellea
Rhodoneura mellea is een vlinder uit de familie venstervlekjes (Thyrididae). De wetenschappelijke naam van deze soort is voor het eerst geldig gepubliceerd in 1881 door Saalmüller.
De soort komt voor in tropisch Afrika.